# Žernovice
Žernovice (v místním nářečí Žernojce, německy Schernowitz) jsou obec v okrese Prachatice v Jihočeském kraji. Leží zhruba 3,5 kilometru severovýchodně od Prachatic. Žije zde 344 obyvatel.

## Historie
První písemná zmínka o obci pochází z roku 1334.

## Obyvatelstvo
| Rok            | 1869 | 1880 | 1890 | 1900 | 1910 | 1921 | 1930 | 1950 | 1961 | 1970 | 1980 | 1991 | 2001 | 2011 | 2021 |
| -------------- | ---- | ---- | ---- | ---- | ---- | ---- | ---- | ---- | ---- | ---- | ---- | ---- | ---- | ---- | ---- |
| Počet obyvatel | 455  | 412  | 435  | 488  | 457  | 429  | 418  | 263  | 277  | 237  | 181  | 141  | 204  | 256  | 295  |
| Počet domů     | 60   | 67   | 72   | 71   | 71   | 69   | 71   | 72   | 60   | 57   | 54   | 66   | 81   | 99   | 115  |

## Obecní správa
Mezi lety 1869–1950 Žernovice byly obcí v okrese Prachatice. V letech 1961–1990 patřily jako část obce k Nebahovům a od 24. listopadu 1990 jsou opět samostatnou obcí.

### Části obce
- Žernovice
- Dubovice

### Obecní symboly
Znak a vlajka byly obci uděleny rozhodnutím předsedy Poslanecké sněmovny Parlamentu České republiky dne 4. dubna 2019.

## Pamětihodnosti
- Boží muka, směr Dubovice
- Kaple sv. Jana Nepomuckého
- Památník padlých v 1. světové válce
- Usedlost čp. 2 (bez přilehlého objektu čp. 3)
- Usedlost čp. 18
- Usedlost čp. 24
- Kobylí hora (767 m n. m.), nedaleko vrcholu se nachází pomníček leteckého neštěstí z r. 1945
- Lom Kobylí hora, který částečně zasahuje do katastru obce

Dvojice vzácných božích muk nazývaných zdejšími obyvateli "kapličky" byla okolo roku 2000 odcizena neznámými pachateli. Na místě starších božích muk postavil zdejší rodák Jan Ludačka kamennou repliku.

## SDH Žernovice
Sbor dobrovolných hasičů vznikl v obci Žernovice v roce 1904. V současné době má více než 100 členů, což je téměř polovina obyvatel obce.

## Galerie

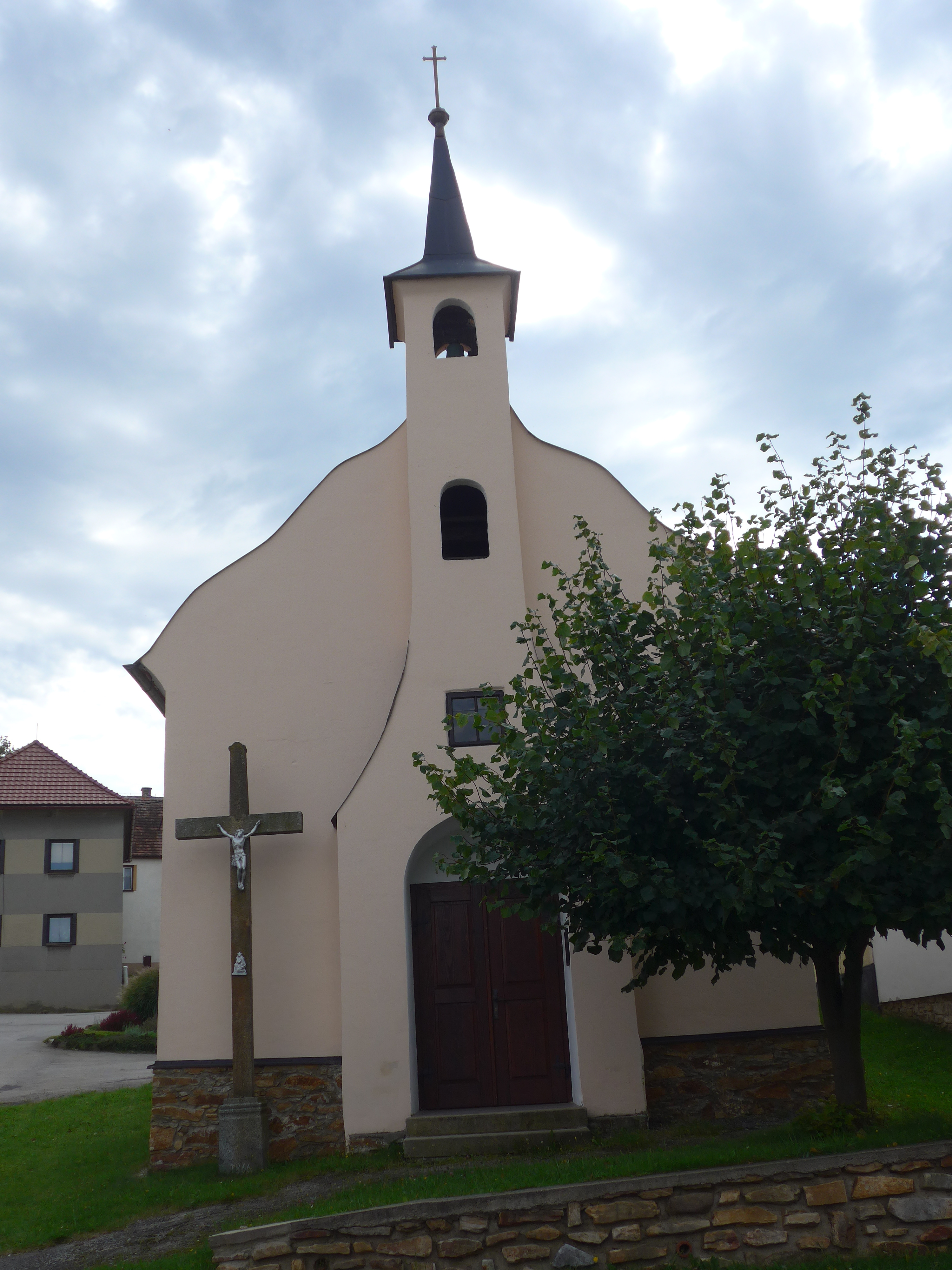
Kaple sv. Jana Nepomuckého
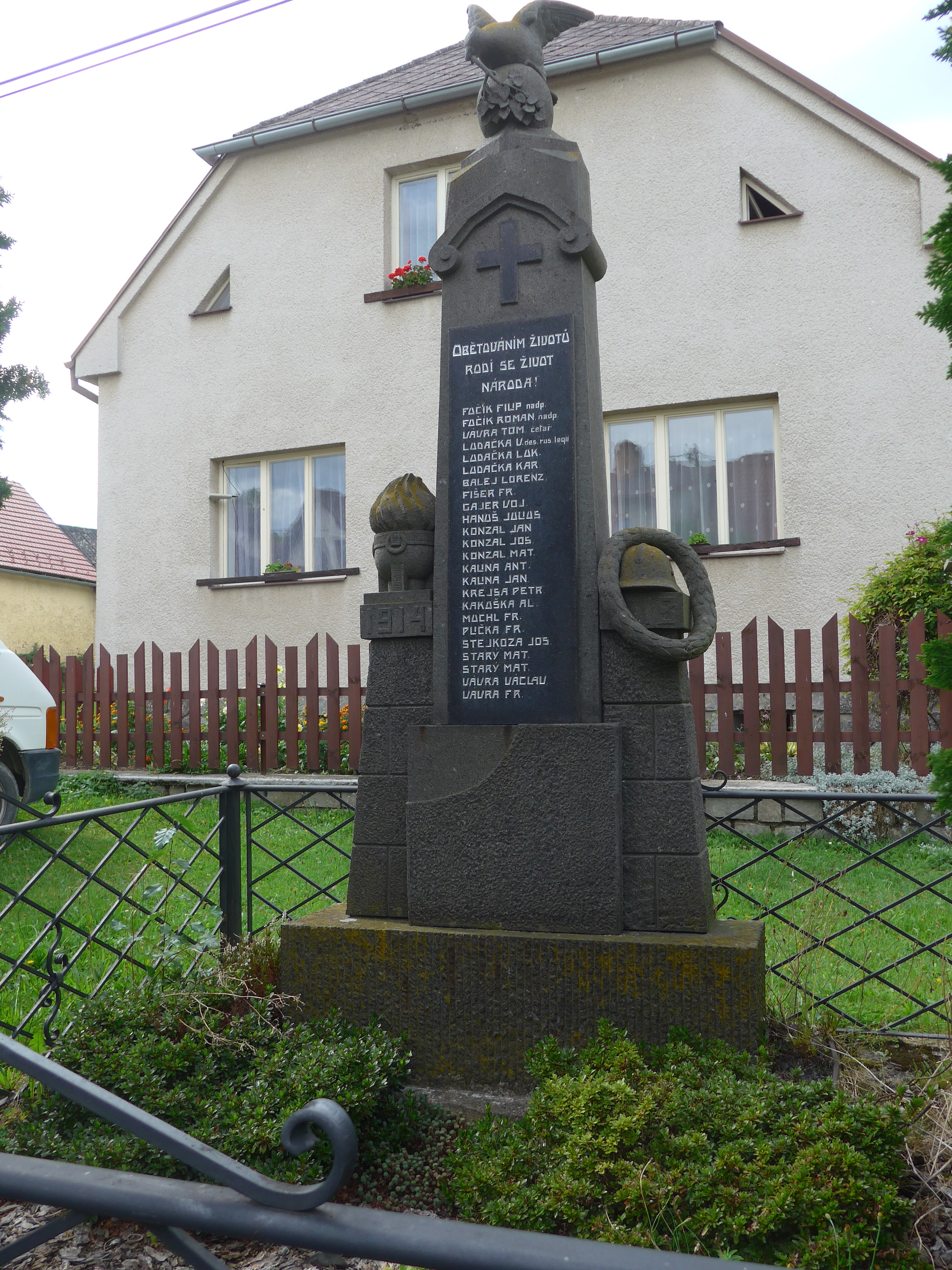
Památník padlých v 1. světové válce
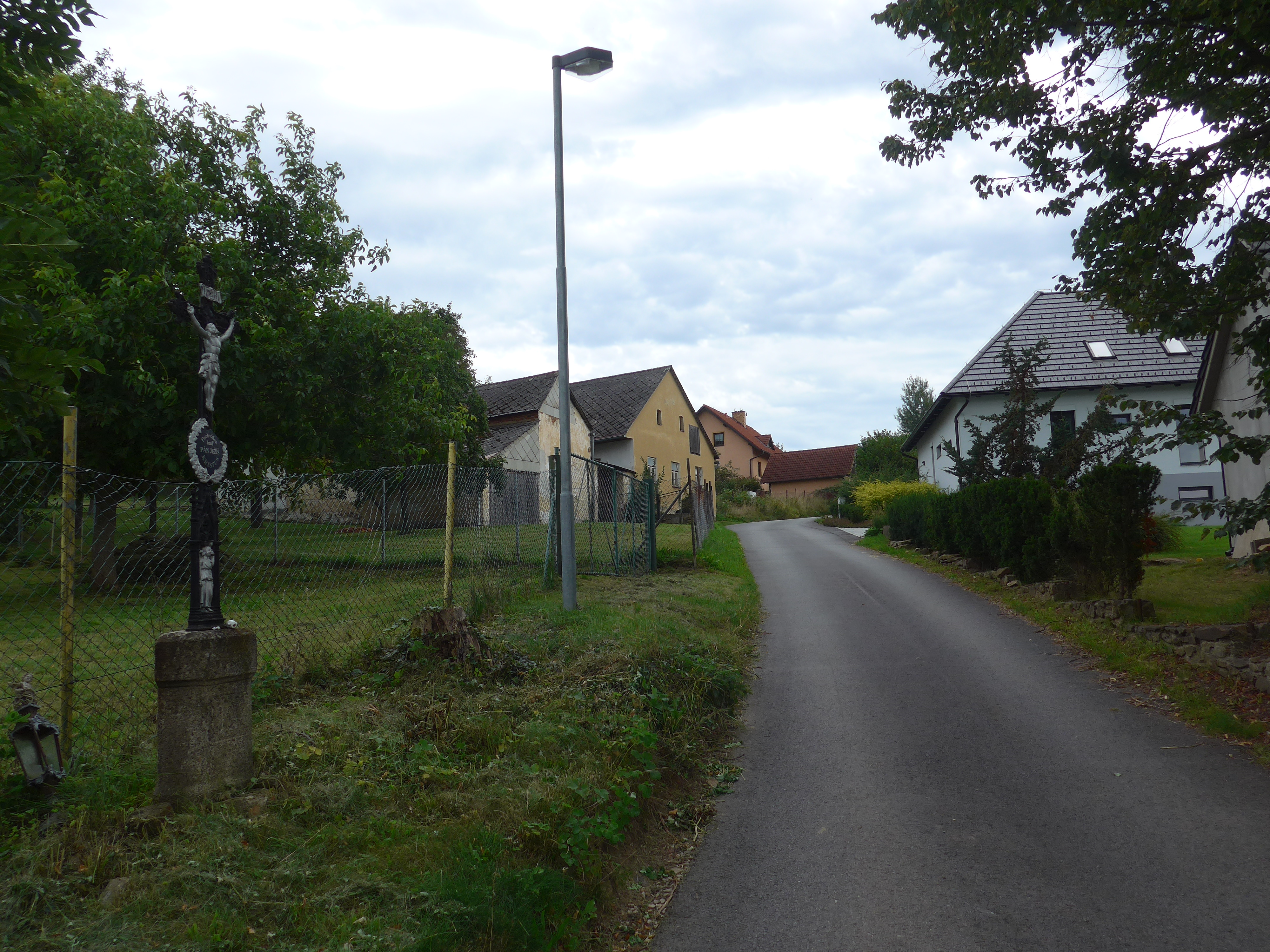
Dubovice, hlavní silnice